# اسلام‌آباد (پارس‌آباد)
اسلام‌آباد شهری است که در بخش اسلام‌آباد مغان شهرستان پارس‌آباد در استان اردبیل قرار دارد. نام پیشین این شهر، اسلام‌آباد قدیم بود و در اسفند ۱۳۹۰ طبق مصوبه هیئت وزیران به شهر اسلام‌آباد تبدیل شد.
بیشتر ساکنان این شهر به شغل کشاورزی، دامداری،
شهر اسلام‌آباد مرکز بخش اسلام‌آباد در شمال استان اردبیل، غرب پارس‌آباد مغان و در کیلومتر ۲۰ جاده پارس‌آباد به اصلاندوز در ساحل رود ارس واقع شده‌است. بخش اسلام‌آباد بر اساس سرشماری سال ۱۳۹۰ دارای ۱۶۲۰۰ نفر جمعیت و همچنین شهر اسلام‌آباد به عنوان مرکز بخش دارای ۴۲۲۱ نفر جمعیت و ۹۵۷ خانوار بوده‌است.
براین اساس، مرکز دهستان قشلاق شمالی از توابع بخش مرکزی شهرستان پارس‌آباد استان اردبیل از روستای اسلام‌آباد قدیم به روستای اولتان تغییر می‌یابد. نام دهستان قشلاق شمالی تابع بخش مرکزی شهرستان پارس‌آباد نیز به اولتان تغییر می‌یابد.
بخش اسلام‌آباد به مرکزیت شهر اسلام‌آباد از ترکیب روستاها مزارع و مکان‌های، اسلام‌آباد جدید، دریچه تنظیم آب کانال یک، ایستگاه تحقیقات کشاورزی مغان، تپراق کندی، هاوار کندی، پاسگاه انتظامی سر بند، کارگاه بخش دو سربند، خلیل کندی/محتشم کندی، پاسگاه سوآباد، هزار کندی، رحیم کندی، حاج حسن کندی، اوزون تپه علیا، اوزون تپه سفلی، کارگاه بخش یک و پاسگاه اسلام‌آباد در تابعیت بخش مرکزی شهرستان پارس‌آباد ایجاد می‌شود.
براین اساس، بخش اسلام‌آباد به مرکزیت شهر اسلام‌آباد از ترکیب دهستان های؛ دهستان اسلام‌آباد به مرکزیت روستای اسلام‌آباد جدید و دهستان شهرک به مرکزیت روستای شهرک غرب در تابعیت شهرستان پارس‌آباد ایجاد می‌شود.
با تأسیس بخش اسلام‌آباد که دارای ۶۴ روستا است، تعداد بخش‌های تابعه پارس‌آباد مغان به چهار بخش رسید. شهرستان مرزی پارس‌آباد مغان در شمالی‌ترین نقطهٔ استان اردبیل و کناره‌های رودخانه ارس واقع است

## جمعیت
بر اساس سرشماری سال ۱۳۹۵ جمعیت این شهر ۳٬۰۶۸ نفر در ۸۲۹ خانوار بوده‌است.